# Фабио Жуниор
Фабио Жуниор е бразилски футболист.

## Национален отбор
Записал е и 3 мача за националния отбор на Бразилия.
| Бразилия | Бразилия | Бразилия |
| Година   | Мачове   | Голове   |
| -------- | -------- | -------- |
| 1998     | 1        | 0        |
| 1999     | 2        | 0        |
| Общо     | 3        | 0        |